# 明石氏
明石氏（あかしし）とは、中世日本に存在した氏族。
1. 播磨明石氏
2. 備前明石氏

の2系統が存在する。また、村上源氏系とされる両明石氏とは別に清和源氏足利氏流の明石氏が存在する。

## 播磨明石氏
播磨明石氏は、村上源氏赤松氏流（古代の明石国造の後裔で大倭国造の一族との説あり）であり、明石郡・伊川城の城主を務める家柄。応仁の乱以前より明石地方を支配する勢力として台頭した。応仁の大乱で武功をあげ、中央にその存在を知らしめることとなった。

## 備前明石氏
系図上では、美作の国人領主明石氏は、播磨明石氏と同族とされる。歴史上、備前明石氏が登場するのは、和気郡坂根城主・明石源三郎景憲の子とされる飛騨守景親の代からである。景親は、和気郡天神山城主である浦上宗景の老臣であり、永禄10年（1567年）の三村元親との明善寺合戦と備中斎田城攻めで宇喜多直家に加勢している。天正5年（1577年）、直家が浦上氏に下克上を起こして天神山城を攻めたときに、弟景季とともにこれに内応し、浦上氏滅亡に加担した。

## 足利氏流明石氏
南北朝時代の琵琶法師である明石覚一は足利尊氏の従弟として知られ、室町幕府成立後の武家故実書にも足利氏の一門として「明石氏」が登場する（小笠原氏の『三議一統大双紙』など）。ただし、僧侶である覚一に子孫がいたかは不明で、覚一1代の存在であった可能性もある。